# Операция «Решительная поддержка»
Операция «Решительная поддержка» (англ. Resolute Support Mission) — небоевая миссия НАТО и их союзников по обучению и оказанию помощи правительственным силам Афганистана, которая началась 1 января 2015 года и продолжалась до 31 августа 2021 года.
Она официально сменила операцию Международных сил содействия безопасности (ISAF), чья деятельность была завершена 28 декабря 2014 года.

## История
Оперативный план миссии был одобрен министрами иностранных дел государств-членов NATO в июне 2014 г. 12 декабря 2014 года Совет безопасности ООН единогласно принял резолюцию № 2189 в поддержку новой миссии.
30 декабря 2014 года в Кабуле президентом Исламской Республики Афганистан Ашрафом Гани и старшим гражданским представителем НАТО в Афганистане Морисом Йохемсом было подписано Соглашение о статусе сил.
В январе 2015 года общая численность миссии составляла 12,5 тыс. военнослужащих и гражданских лиц, планируемая продолжительность миссии в это время оценивали в два года (хотя было упомянуто, что при необходимости миссия может быть продолжена).
Военнослужащие альянса не участвовали в боевых действиях, занимаясь подготовкой и консультированием афганских силовых структур. Для размещения своих сил НАТО выбрало военные базы в Кабуле, Баграме, Джелалабаде и Кандагаре.
25 мая 2017 года на саммите НАТО было принято решение увеличить численность воинского контингента с 12 000 до 15 000 человек из-за ухудшения ситуации в стране (к февралю 2017 года официальные власти контролировали менее 60 % территории).
В декабре 2018 года Белый дом озвучил планы о сокращении воинского контингента США на 50 % в 2019 году.
По состоянию на начало июня 2019 года численность иностранного военного контингента, действовавшего в составе операции «Решительная поддержка», составляла 25 тысяч военнослужащих и гражданских специалистов, 177 боевых бронированных машин, около 4500 бронеавтомобилей, 24 боевых самолёта, 80 вертолётов и значительное количество беспилотных летательных аппаратов.
В состав иностранного военного контингента не были включены сотрудники ООН (в том числе вооружённые сотрудники службы безопасности ООН) и техника ООН, которые находились в Афганистане в рамках миссии ООН по содействию Афганистану.
14 апреля 2021 года президент США Джо Байден объявил о планах начала вывода американских войск из Афганистана с 1 мая 2021 года. В этот же день решение о выводе войск «в течение нескольких следующих месяцев» приняли и другие страны НАТО.
В мае 2021 года силы «Талибана» перешли в наступление, после чего положение правительственных сил осложнилось. 13 августа 2021 США отправили в Афганистан три тысячи военнослужащих, ещё 600 военнослужащих отправила Великобритания (эти силы были сосредоточены вокруг международного аэропорта Кабула).
20 августа 2021 года генеральный секретарь НАТО Й. Столтенберг объявил о завершении операции НАТО в Афганистане.
30 августа 2021 года в 23:59 последние три самолёта С-17 военно-воздушных сил США с военнослужащими США (под прикрытием находившихся в воздушном пространстве Афганистана боевых самолётов B-52, AC-130 и F-15) вылетели из аэропорта Кабула, после чего операция была официально завершена.

## Командование

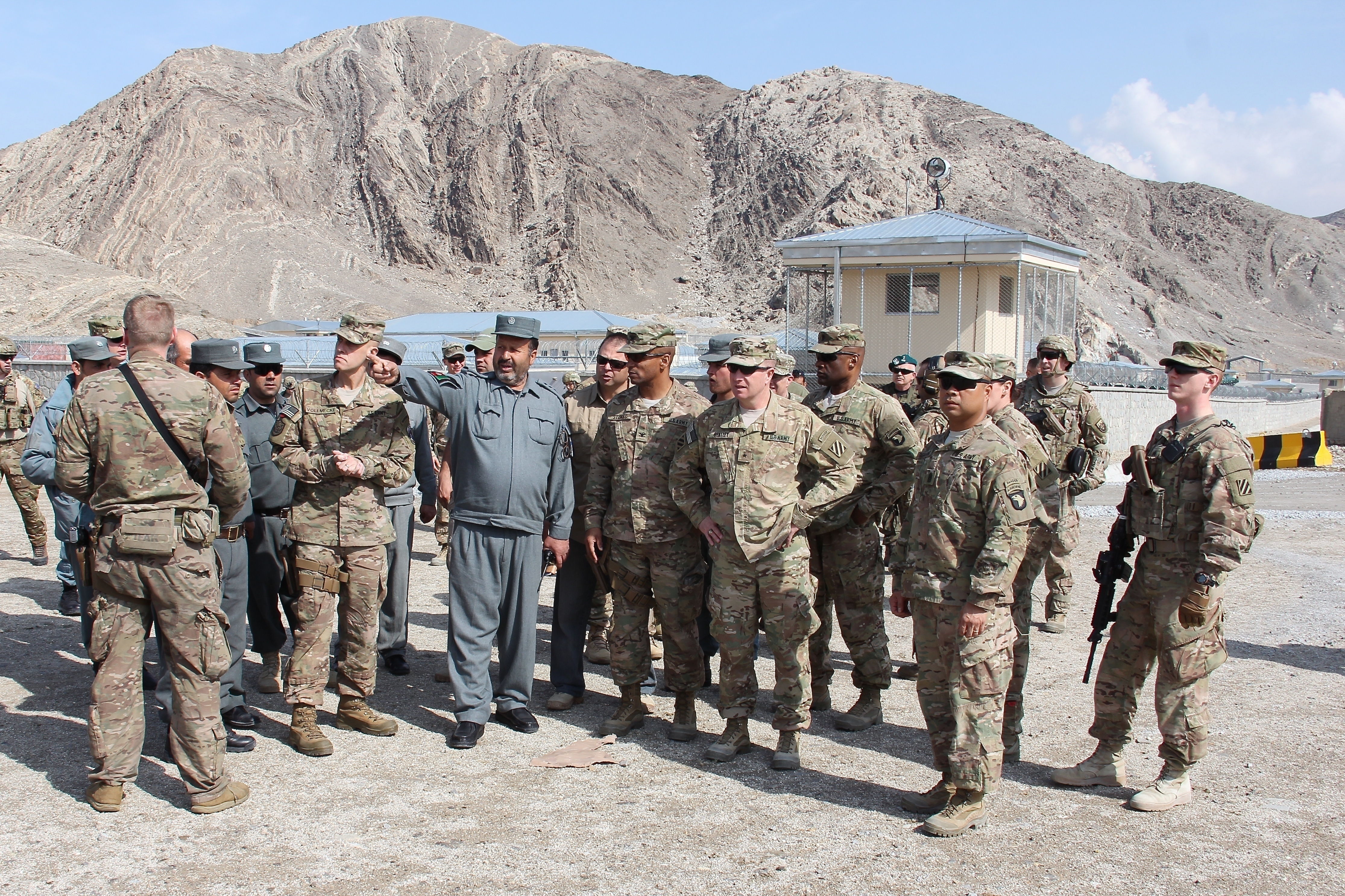
Военнослужащие США и афганские полицейские (2015)

Штаб-квартира миссии находилась в Кабуле.
|    | флаг                      | Имя                                              | начало полномочий | завершение службы |
| -- | ------------------------- | ------------------------------------------------ | ----------------- | ----------------- |
| 1. | Соединённые Штаты Америки | генерал армии Джон Кэмпбелл                      | 1 января 2015     | 2 марта 2016      |
| 2. | Соединённые Штаты Америки | генерал армии Джон Николсон                      | 2 марта 2016      | 2 сентября 2018   |
| 3. | Соединённые Штаты Америки | генерал армии Остин Миллер                       | 3 сентября 2018   | 12 июля 2021      |
| 4. | Соединённые Штаты Америки | генерал морской пехоты США Кеннет Фрэнк Маккензи | 12 июля 2021      | 31 августа 2021   |

## Страны-участники

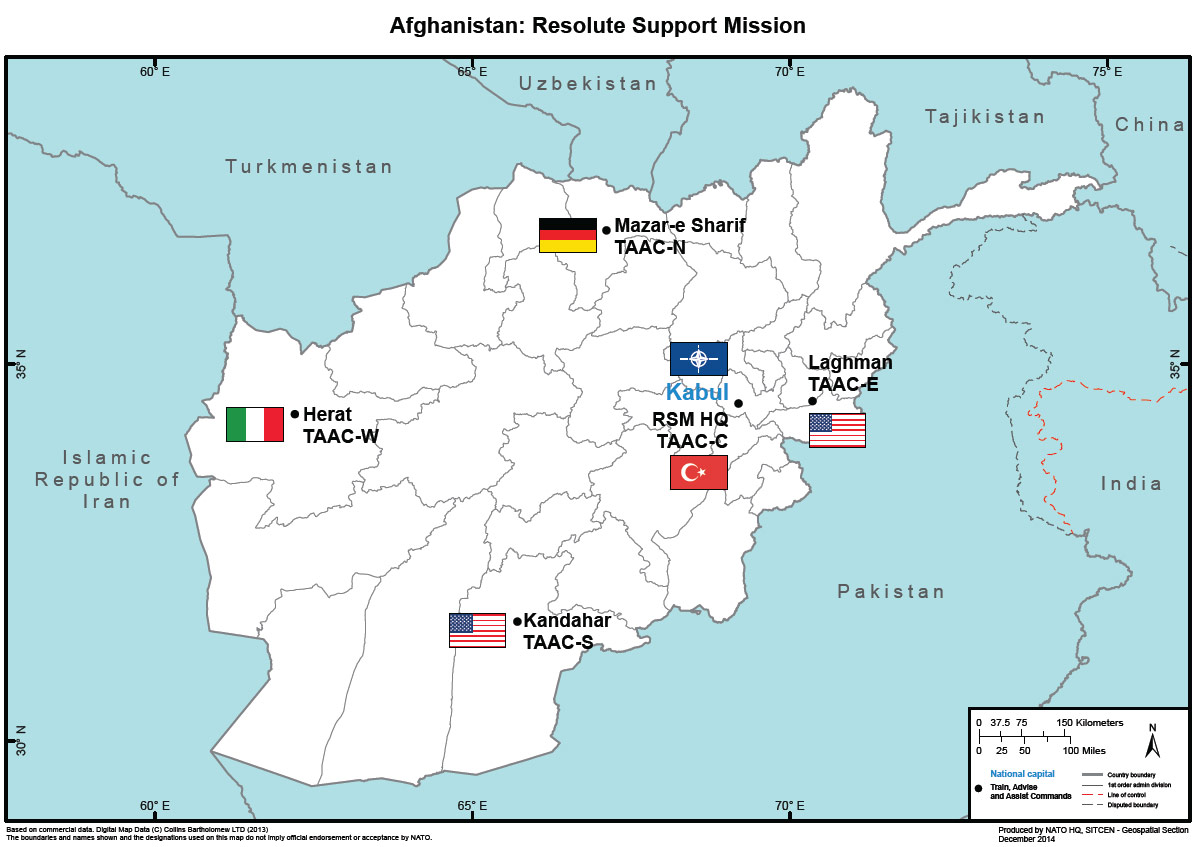
Зоны ответственности международных сил (до лета 2021)

Белым цветом окрашена территория, занятая талибами (на 1 мая 2021 г.)

В операции принимали участие 39 государств, в том числе:
- Австралия — австралийский военный контингент в Афганистане (до 1 июля 2021 года)
- Австрия — 16 военнослужащих (до 18 июня 2021 года)
- Азербайджан — подразделение батальона миротворческих сил[21] (до 26 августа 2021 года)[22]
- Албания — албанский военный контингент в Афганистане (до 21 июня 2021 года)
- Армения — армянский военный контингент в Афганистане (до 4 марта 2021 года)
- Бельгия — бельгийский военный контингент в Афганистане (до 14 июня 2021 года)
- Болгария — болгарский военный контингент в Афганистане (до 24 июня 2021 года)
- Босния и Герцеговина — 66 военнослужащих (до 23 июня 2021 года)
- Великобритания — британский военный контингент в Афганистане (до 28 августа 2021 года)
- Венгрия — венгерский военный контингент в Афганистане (до 8 июня 2021 года)
- Германия — немецкий военный контингент в Афганистане (до 29 июня 2021 года)
- Греция — греческий военный контингент в Афганистане (до 4 июля 2021 года)
- Грузия — грузинский военный контингент в Афганистане (до 28 июня 2021 года)
- Дания — датский военный контингент в Афганистане (до 22 июня 2021 года)
- Ирландия — военный контингент Ирландии в Афганистане (до 12 марта 2016 года)
- Исландия — исландский контингент в Афганистане (до октября 2019 года)
- Испания — испанский военный контингент в Афганистане (до 13 мая 2021 года)
- Италия — итальянский военный контингент в Афганистане (до 29 июня 2021 года)
- Латвия — латвийский военный контингент в Афганистане (до июля 2021 года)
- Литва — литовский военный контингент в Афганистане (40 военнослужащих)
- Люксембург — военный контингент Люксембурга в Афганистане (до 19 мая 2021 года)
- Нидерланды — голландский военный контингент в Афганистане (до 24 июня 2021 года)
- Новая Зеландия — новозеландский военный контингент в Афганистане (до 26 августа 2021 года)
- Норвегия — норвежский военный контингент в Афганистане (до 26 июня 2021 года)
- Польша — польский военный контингент в Афганистане (до 30 июня 2021 года)
- Португалия — португальский военный контингент в Афганистане (до 23 мая 2021 года)
- Румыния — румынский военный контингент в Афганистане (до 26 июня 2021 года)
- Северная Македония — 17 военнослужащих (до 29 июня 2021 года)
- Словакия — словацкий военный контингент в Афганистане (до 16 июня 2021 года)
- Словения — 7 специалистов[23] (до 20 мая 2021 года)
- США[24] — изначально 10,8 тыс. военнослужащих и гражданских лиц[25], с октября 2017 года сведённые в 1-ю бригаду сил содействия безопасности. В военный контингент США в Афганистане не входили около 1 тыс. человек (военнослужащие США и сотрудники частных охранных и военных компаний), обеспечивающих безопасность посольства США в Кабуле[26]. В феврале 2021 года — около 3,5 тыс. военнослужащих (хотя официально заявлено о 2500 военнослужащих)[27].
- Турция — турецкий военный контингент в Афганистане (до 27 августа 2021 года)
- Украина — украинский военный контингент в Афганистане (до 5 июня 2021 года)
- Финляндия — финский военный контингент в Афганистане (до 8 июня 2021 года)
- Франция — французский военный контингент в Афганистане (до 28 августа 2021 года)
- Хорватия — хорватский военный контингент в Афганистане (до 16 сентября 2020 года)
- Черногория — военный контингент Черногории в Афганистане (до 2021 года)
- Чехия — военный контингент Чехии в Афганистане (до 27 июня 2021 года)
- Швеция — шведский военный контингент в Афганистане (до 25 мая 2021 года)
- Эстония — эстонский военный контингент в Афганистане (до 23 июня 2021 года)